# 1975

## Събития
- 3 април – Анатоли Карпов заема мястото на Боби Фишер като световен шампион по шахмат.
- 11 юни – приета е Конституцията на Република Гърция.
- 24 юни – Самолетът при полет 66 на „Ийстърн Еър Лайнс“ претърпява силен срез на вятъра и се разбива при последния заход към международното летище „Джон Ф. Кенеди“, Ню Йорк и убива 113 от 124-те пътници на борда, което го прави най-смъртоносната самолетна катастрофа в САЩ по това време. Тази авария довежда до десетилетия на изследване на феномените микроизбухвания и тяхното въздействие върху самолетите.
- 3 август – Частно нает „Боинг 707“ се удря в планински връх и се разбива близо до Агадир, Мароко и убива 188 души на борда.
- 20 август – Самолетът при полет 540 на ČSA се разбива на 17 км от летището в Дамаск, Сирия и убива 126 души на борда.
- 28 ноември – Източен Тимор обявява своята независимост.
- Ричи Блекмор основава хардрок групата „Рейнбоу“.
- Дейвид Ковърдейл заема мястото на Иън Гилън като вокалист в хардрок групата „Дийп Пърпъл“.

## Родени
- Иво Бранков, български футболист
- Симон Урбан, германски писател
- 1 януари – Роман Слободян, германски шахматист
- 3 януари – Джейсън Марсдън, американски актьор
- 4 януари – Пламен Русинов, български футболист
- 16 януари – Андреа Грил, австрийска писателка
- 21 януари – Оливер Дулич, сръбски политик
- 23 януари – Даниел Христов, български футболист
- 25 януари
  - Сергей Минаев, руски писател
  - Людмила Сланева, българска актриса, певица и писателка
- 30 януари – Жуниньо Пернамбукано, бразилски футболист
- 5 февруари – Джовани ван Бронкхорст, нидерландски футболист
- 9 февруари – Димитър Дочев, български шахматист
- 13 февруари – Спас Урумов, български футболист
- 18 февруари – Христо Живков, български актьор
- 22 февруари 
  - Нели Ифандиева, българска тв водеща
  - Дрю Баримор, американска актриса
- 25 февруари 
  - Димитър Пемперски, български футболист
- 27 февруари – Гергана Димитрова, българска народна певица
- 8 март – Пеги Зина, гръцка певица
- 13 март – Росен Белов, български театрален актьор
- 14 март – Йохан Паулик, словашки актьор
- 15 март – Веселин Топалов, български шахматист
- 21 март – Марк Уилямс, уелски играч на снукър
- 22 март – Румен Христов, български футболист
- 25 март – Мелани Блат, английска поп певица
- 26 март – Антон Спасов, български футболист
- 27 март – Стейси Фъргюсън, американска певица
- 29 март – Марио Рангелов, български политик
- 1 април – Магдалена Малеева, българска тенисистка
- 12 април 
  - Елена Алексиева, българска писателка
  - Цветелина Янчулова, българска волейболистка
- 14 април 
  - Лита, професионална кечистка
  - Ванко 1, български рап певец
- 17 април 
  - Анна Цолова, българска журналистка
  - Яница Нешева, българска певица
- 25 април 
  - Юрий Шулман, американски шахматист от беларуски произход
  - Магапаса, български попфолк певец
- 27 април – Мандала Тайде, германска актриса
- 2 май – Дейвид Бекъм, английски футболист
- 8 май – Енрике Иглесиас, испански певец
- 16 май – Тони Како, финландски певец
- 18 май – Джон Хигинс, шотландски играч на снукър
- 25 май – Емануил Луканов, български футболист
- 29 май – Мелани Браун, английска поп певица
- 4 юни 
  - Анджелина Джоли, американска актриса
  - Антон Вълчанов, български футболист
- 11 юни – Веселина Петракиева, български журналист
- 12 юни – Кристиан Вигенин, български политик
- 15 юни – Мери Пиърс, френска тенисистка
- 16 юни – Румен Руменов, български футболист
- 19 юни – Ана Вале, италианска актриса и модел
- 23 юни – Диджей Антоан, швейцарски диджей
- 25 юни 
  - Владимир Крамник, руски шахматист
  - Наташа Клаус, колумбийска актриса
  - Нина Николина, българска поп певица
- 26 юни 
  - Емил Киряс, политик от Република Македония
  - Жан-Пол Абало, тогоански футболист
- 30 юни – Ралф Шумахер, германски пилот от Формула 1
- 5 юли – Ернан Креспо, аржентински футболист
- 6 юли 
  - Себастиан Рули, мексиканско-аржентински актьор
  - Фифти Сент, американски рапър
- 9 юли – Джесика Фолкър, шведска поп изпълнителка
- 11 юли – Радостин Станев, български футболист
- 18 юли – Дарън Малакиан, американски китарист
- 20 юли – Саша Симонович, сръбски футболист
- 23 юли – Алесио Такинарди, италиански футболист
- 2 август – Димитър Илиев, български автомобилен състезател
- 5 август – Каджол, индийска актриса
- 12 август – Кирил Джоров, български футболист
- 13 август – Джо Пери, английски играч на снукър
- 18 август – Пепа, българска попфолк певица
- 20 август – Десислава Стоянова, българска журналистка
- 24 август – Светлин Симеонов, български футболист
- 25 август – Веселин Бранимиров, български футболист
- 29 август – Ани Лозанова, българска поп и рок певица
- 20 септември 
  - Хуан Пабло Монтоя, пилот от Формула 1
  - Деян Максич, сръбски футболист, вратар
- 30 септември – Явор Караиванов, български актьор
- 2 октомври – Кали, българска попфолк певица
- 5 октомври – Кейт Уинслет, британска актриса
- 7 октомври – Део, български тв водещ
- 12 октомври 
  - Иво Янакиев, български гребец
  - Гордана Янкулоска, политик от Република Македония
- 14 октомври 
  - Флойд Ландис, американски колоездач
  - Шазни Люис, английска поп певица
- 15 октомври – Павел Майков, руски актьор
- 19 октомври – Захари Димитров, български футболист
- 24 октомври – Хуан Пабло Анхел, колумбийски футболист
- 25 октомври – Зейди Смит, британска писателка
- 30 октомври 
  - Димитър Иванков, български футболист
  - Миа Николова, българска поетеса
- 1 ноември – Елена Петрова, българска актриса
- 4 ноември – Мариян Герасимов, български футболист
- 11 ноември – Николай Минчев, български футболист
- 12 ноември – Дарио Шимич, хърватски футболист
- 13 ноември – Мария Петрова, българска състезателка по художествена гимнастика
- 26 ноември – Владислав Радимов, руски футболист
- 27 ноември – Димитър Николов, български политик, икономист и журналист
- 28 ноември 
  - Екатерина Дафовска, българска биатлонистка
  - Виктор Лукашенко, съветник в Съвета по безопасност на Беларус, политик
- 1 декември
  - Емил Варадинов, български футболист
  - Дичо Христов, български певец
- 4 декември – Васил Камбуров, български футболист
- 5 декември 
  - Рони О'Съливан, английски играч на снукър
  - Софи Маринова, българска попфолк певица
- 6 декември – Даниел Моралес, бразилски футболист
- 12 декември – Стоян Ставрев, български футболист
- 17 декември – Мила Йовович, украинска актриса
- 26 декември – Марсело Риос, чилийски тенисист
- 30 декември – Тайгър Уудс, американски голфър

## Починали
- Борис Недков, български учен, ориенталист
- Стефан Методиев, български футболист
- Ристо Кърле, македонски драматург (р. 1900 г.)
- 14 януари – Георги Трайков, български политик
- 14 февруари – П. Г. Удхаус, английски писател (р. 1881 г.)
- 24 февруари – Николай Булганин, съветски политически и военен деец (р. 1885 г.)
- 8 март – Джордж Стивънс, американски филмов режисьор (р. 1904 г.)
- 13 март – Иво Андрич, югославски писател (р. 1892 г.)
- 15 март – Аристотел Онасис, гръцки корабен магнат
- 31 март – Лесли Уайт, американски антрополог
- 5 април – Чан Кайшъ, китайски политик и държавник, генералисимус (р. 1887 г.)
- 12 април
  - Миле Марковски, писател
  - Джозефин Бейкър, американска танцьорка (р. 1906 г.)
- 13 април – Франсоа Томбалбайе, президент на Чад
- 14 април —
  - Юрий Тошев, български шахматист
  - Фредрик Марч, американски актьор (р. 1897 г.)
  - Клайд Толсън, американски полицай (р. 1900 г.)
- 23 април – Ролф Дитер Бринкман, германски поет (р. 1940 г.)
- 8 май – Ейвъри Бръндидж, американски спортен функционер
- 18 май – Илия Петров, български художник (р. 1903 г.)
- 3 юни – Ейсаку Сато, японски политик
- 5 юни – Паул Керес, естонски шахматист (р. 1916 г.)
- 6 юни – Хироши Ошима, японски дипломат
- 20 юни – Михаил Егоров, съветски сержант
- 11 юли – Курт Пинтус, германски писател (р. 1886 г.)
- 29 юли – Джеймс Блиш, американски писател (р. 1921 г.)
- 9 август – Дмитрий Шостакович, руски композитор
- 16 август – Фридрих Земиш, германски шахматист (р. 1896 г.)
- 3 септември – Любомир Андрейчин, български езиковед (р. 1910 г.)
- 13 септември – Тодор Мазаров, български тенор
- 20 септември – Сен-Джон Перс, френски поет
- 16 октомври – Никола Илчев, български боксьор, борец и кечист (р. 1902 г.)
- 18 октомври – Александър Оббов, български политик (р. 1877 г.)
- 27 октомври – Рекс Стаут, американски писател (р. 1896 г.)
- 2 ноември – Пиер Паоло Пазолини, италиански писател и кинорежисьор (р. 1922 г.)
- 20 ноември – Франсиско Франко, държавен глава на Испания
- 25 ноември – У Тан, бирмански политик и дипломат
- 29 ноември
  - Андон Митов, български лекар
  - Греъм Хил, пилот от Формула 1, двукратен световен шампион (р. 1929 г.)
- 4 декември – Хана Аренд, германски философ (р. 1906 г.)
- 21 декември – Кирил Мирчев, български езиковед, член-кореспондент на БАН

## Нобелови награди
- Физика – Оге Нилс Бор, Бен Рой Мотелсън, Лео Джеймс Райнуотър
- Химия – Джон Корнфорт, Владимир Прелог
- Физиология или медицина – Дейвид Балтимор, Ренато Дулбеко, Хауърд Темин
- Литература – Еудженио Монтале
- Мир – Андрей Сахаров
- Икономика – Леонид Канторович, Тялинг Коопманс